# Herman Saftleven
Herman Saftleven (Rotterdam, 1609 - Utrecht, begraven 5 januari 1685) was een Nederlands kunstschilder, graveur en tekenaar.

## Leven
Herman Saftleven stamde uit een schildersfamilie; net als zijn broer Cornelis Saftleven ontving hij zijn opleiding van zijn vader, die uit Antwerpen afkomstig was. Rond 1632 verhuisde hij naar Utrecht, waar hij in 1633 trouwde en waar hij, mogelijk afgezien van enkele reizen langs de Rijn, zijn leven lang zou blijven, vanaf 1639 tot aan zijn dood wonend aan de Achter Sint Pieter 7. Hoewel zijn schilderijen en tekeningen gretig aftrek vonden, heeft hij in de laatste jaren van zijn leven financiële moeilijkheden gehad. Hij werd begraven in de Buurkerk. Herman Saftleven was bevriend met Joost van den Vondel.

## Werk
In Rotterdam maakte Saftleven aanvankelijk tekeningen en prenten in de trant van Willem Buytewech. Rond 1630 begon hij met het schilderen van landschappen en stalinterieurs, waarbij het vee vaak door zijn broer Cornelis werd geschilderd. Pas omstreeks 1650 vindt hij een persoonlijke stijl die aanleunt tegen de Vlaamse traditie. Hij schildert dan vooral heuvelachtige landschappen vanuit een hoog gezichtspunt, met een rivier die door een weids dal slingert en enkele ruïneachtige gebouwen op de heuveltoppen. Meestal worden deze landschappen aangeduid als Rijnlandschappen, hoewel dat niet geheel correct is. 
Na de tornado die in 1674 veel schade aanbracht in Utrecht, maakte hij in opdracht van het Utrechtse stadsbestuur een bekende reeks tekeningen, die onder andere het ingestorte schip van de Domkerk in beeld brengen. Deze reeks tekeningen van Saftleven worden beheerd door Het Utrechts Archief. 

## Trivia
- Saftleven speelt een kleine bijrol in het boek Stad in de storm van Thea Beckman.
- Saftlevens dochter Sara Saftleven was bloemschilder. Twee tekeningen van haar hand bevinden zich in het prentenkabinet van Museum Boijmans van Beuningen.

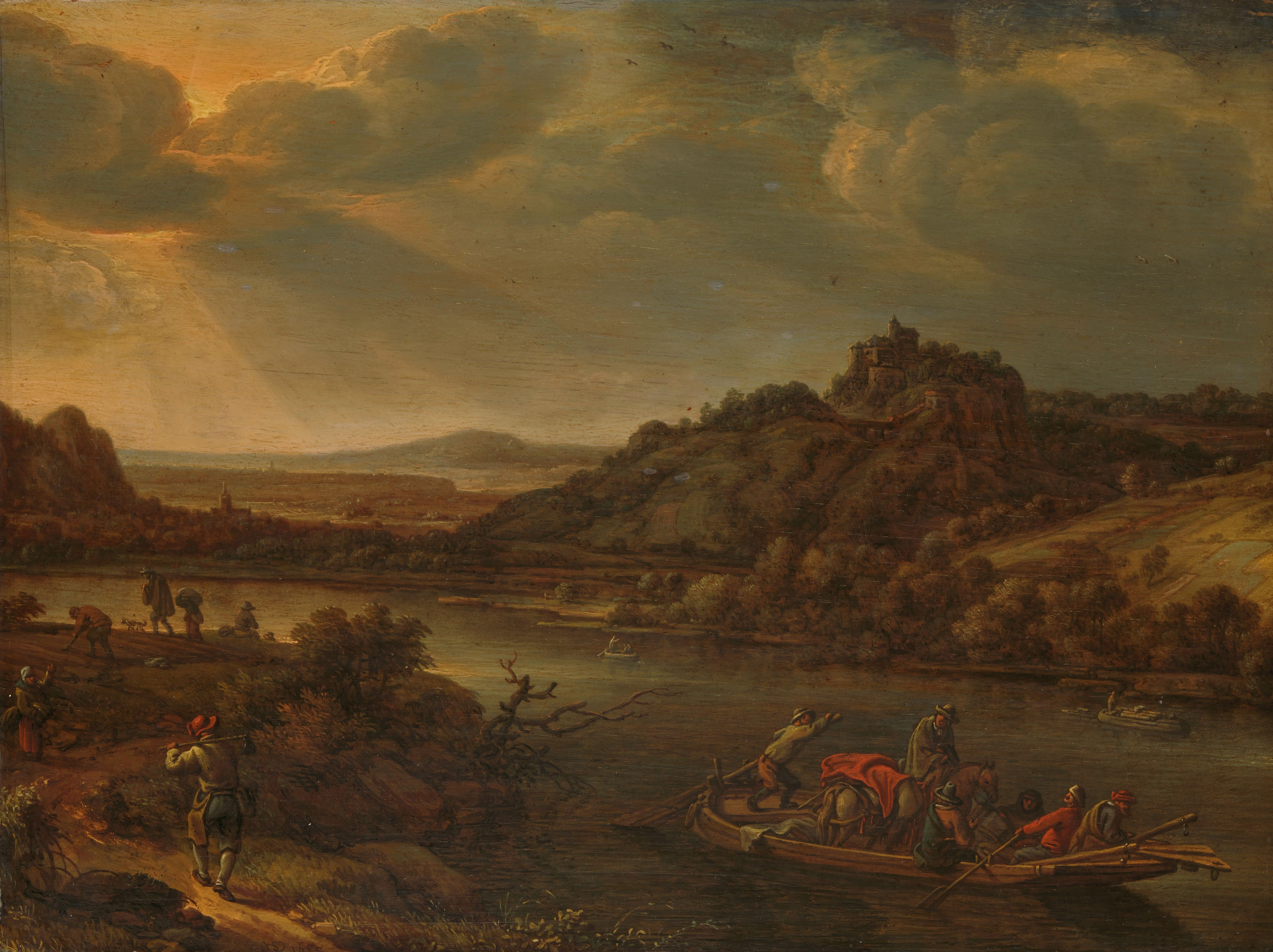
Riviergezicht met veerpont, 1655, Rijksmuseum, Amsterdam
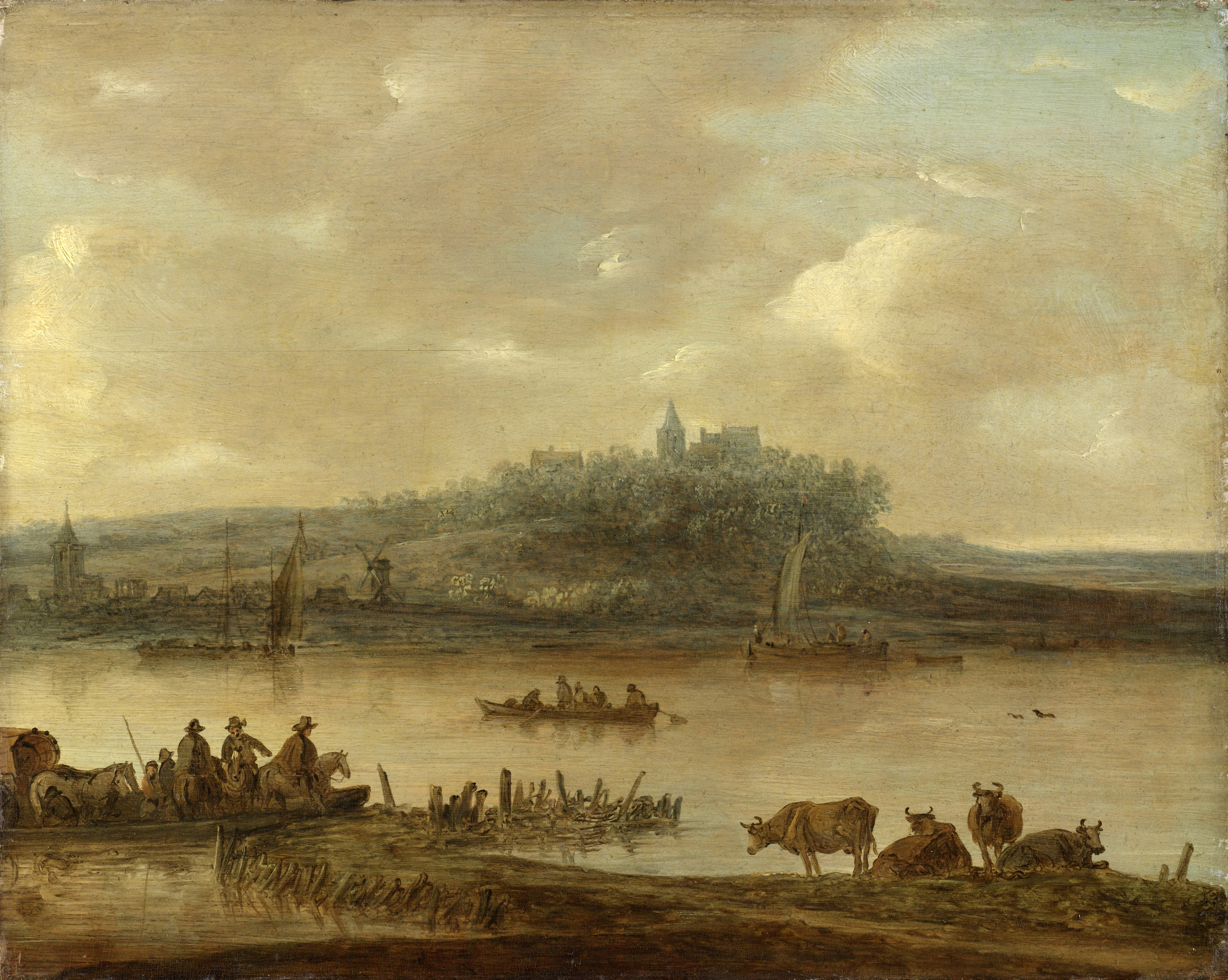
Gezicht op de Rijn en de Elterberg, 1645, Rijksmuseum, Amsterdam
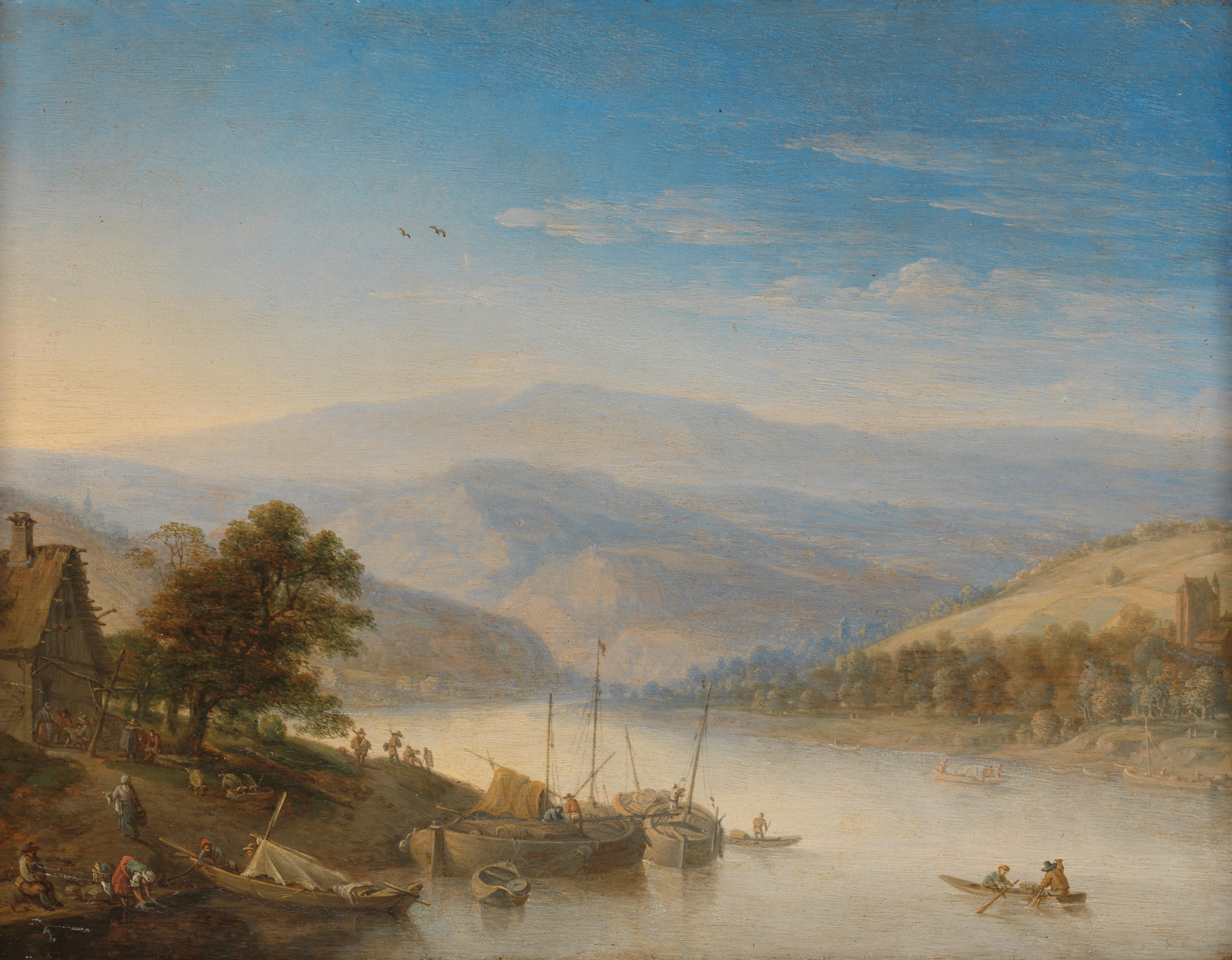
Gezicht op de Rijn bij Andernach, Rijksmuseum, Amsterdam
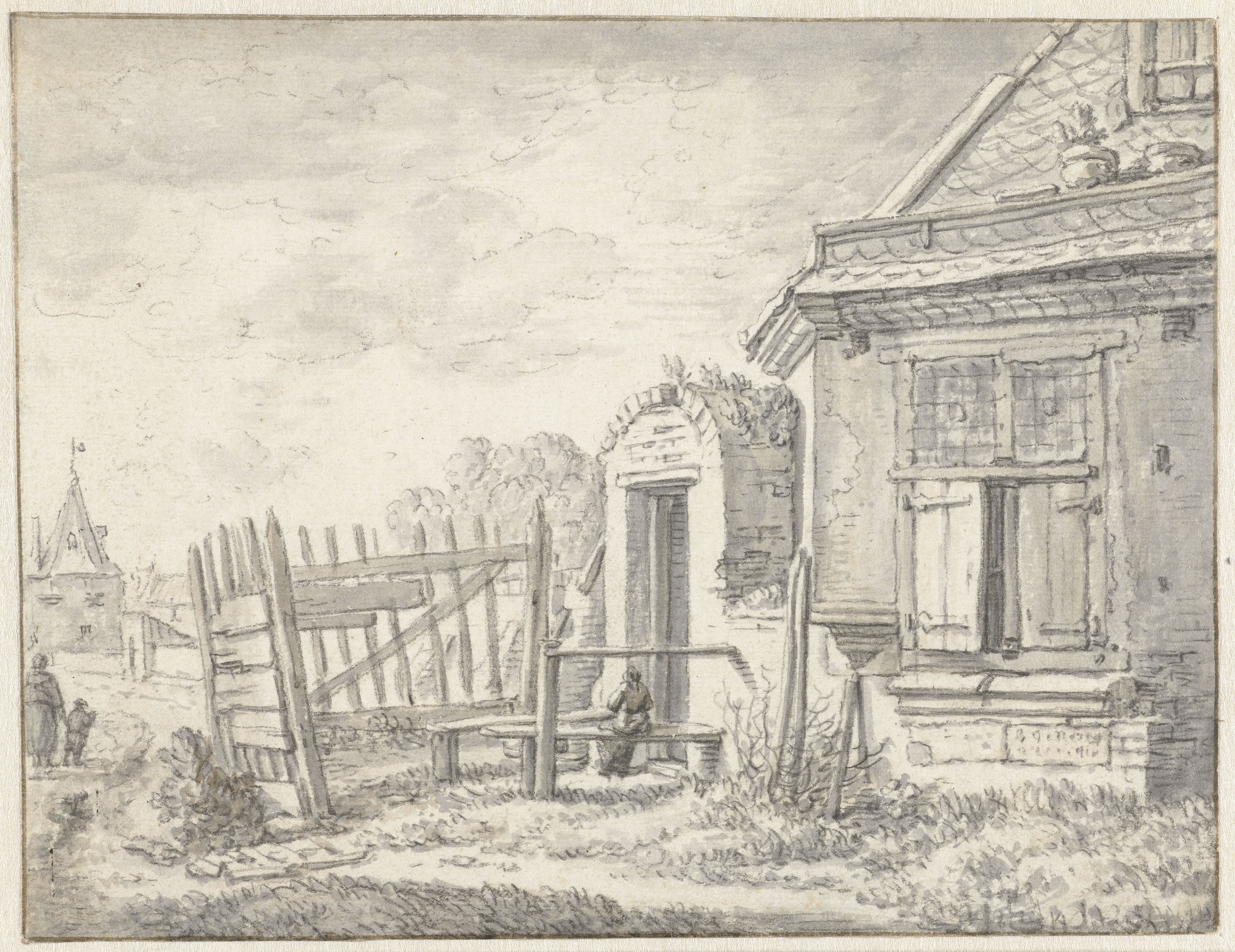
Gezicht te Utrecht op de stadswal bij de Wittevrouwenpoort, Rijksprentenkabinet, Amsterdam
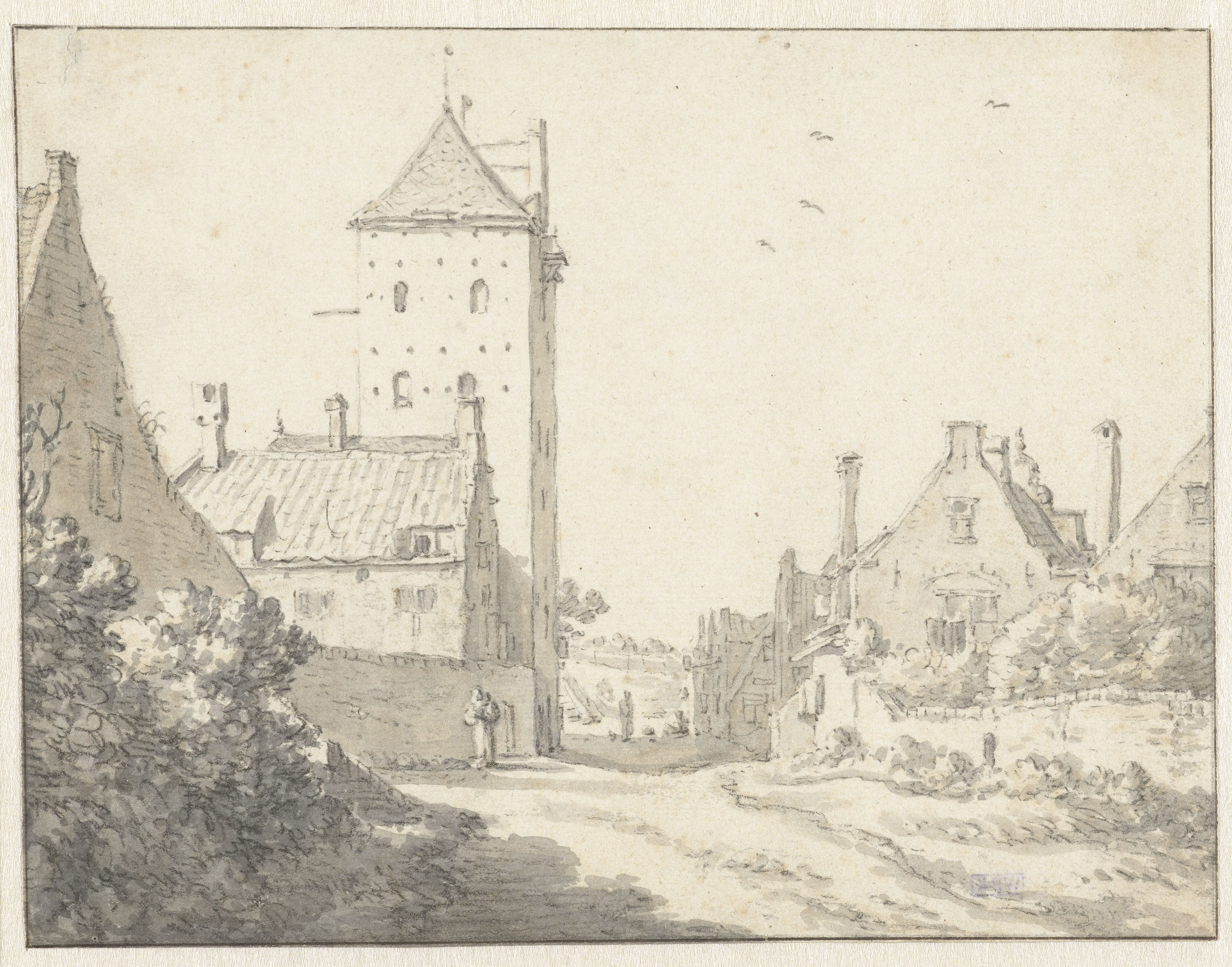
Plompetoren te Utrecht, Rijksprentenkabinet, Amsterdam